# Cheppes-la-Prairie

Cheppes-la-Prairie este o comună în departamentul Marne, Franța. În 2009 avea o populație de 182 de locuitori.